# 符卿第
29°59′16.0″N 121°26′51.1″E / 29.987778°N 121.447528°E
符卿第是浙江省宁波市江北区慈城镇的一座明代建筑。建筑位于慈城镇民权路127号，为明嘉靖年间南京尚宝司卿陈鲸的住宅，后被火毁，现存建筑为清代中期风格。建筑占地面积1091平方米，现存建筑分为前后两进，以雕刻见长。建筑1986年5月成为江北区文物保护单位，2023年6月成为浙江省文物保护单位。2020年，符卿第作为慈城药商博物馆对外开放。